# Aïcha Musa Ahmad
Aïcha Musa Ahmad (en arabe : عائشة موسى أحمد ; née en 1905 et morte le 24 février 1974), mieux connue sous le nom Aïcha al-Falatiya (en arabe : عائشة الفلاتية), est une chanteuse soudanaise.
Le début de sa carrière est entravé par les clichés sexistes contre les femmes artistes, mais en 1942, elle devient la première femme à chanter à la radio soudanaise. Sa carrière continue dans les années 1950 et 1960, et elle devient célèbre au Soudan et en Égypte avec plus de 150 chansons originales.

## Biographie

### Enfance
Ahmad naît à Kassala, près de la frontière actuelle avec l'Érythrée. Ses deux parents ont immigré au Soudan depuis Sokoto, au Nigeria : après avoir traversé la région en pèlerinage, ils décident de s'y installer. Sa mère, Hujra, est Haoussa, tandis que son père, Ahmad Musa Yahiyya, est un faqih Peul. Aînée de sept enfants, Aïcha étudie au khalwa, ou école coranique, de son père à Omdurman, où elle apprend à mémoriser et à réciter le Coran. Son talent en chant a été attribué à ces leçons de récitation.  

### Vie adulte
Ahmad commence à chanter professionnellement à l'âge de quatorze ans et officie rapidement à de nombreux mariages. Son père désapprouve ses activités, les chanteuses étant stigmatisées dans la société soudanaise à cette époque. Il arrange son mariage pour lui faire arrêter son activité, mais elle divorce et reprend le chant. À la fin des années 1930, elle est découverte par un représentant d'une maison de disques égyptienne. Elle se rend alors au Caire, où elle enregistre plusieurs chansons souvent jouées dans les cafés soudanais. En hommage à son ascendance fulani, elle prend le pseudonyme « Aïcha al-Falatiya ». 
Pendant la Seconde Guerre mondiale, Aïcha chante pour les soldats soudanais actifs dans les campagnes d'Afrique de l'Est et d'Afrique du Nord. En 1942, elle devient la première chanteuse soudanaise à se produire à la radio, interprétant une sélection de ses chansons pour la station locale d'Omdurman, créée l'année précédente par les Britanniques,. Elle s'y produit avec sa sœur, Jidawwiya, qui joue du oud et mène son propre orchestre. La représentation reçoit un accueil positif de la part des auditeurs de la chaîne, mais est condamnée par les conservateurs. Plusieurs hommes chanteurs ont ensuite boycotté la chaîne en signe de protestation. Critiquée pour son genre et pour son appartenance ethnique, elle envisage de déménager au Nigéria. 
Sa popularité finit par légitimer la présence des femmes à la radio publique et elle fait même des duos avec des hommes vers la fin de sa carrière. Au total, elle enregistre plus de 150 chansons au cours de sa carrière, principalement pour Omdurman Radio, et arrête de chanter à la fin des années 1960. 
Elle vit à Omdurman jusqu'à sa mort en 1974, mais se rend souvent en Égypte.

### Militantisme
Aïcha est surtout connue pour ses chansons d'amour (appelées tom-tom et généralement écrites par des poètes masculins). Certaines de ses musiques sont de nature politique. Elle s'engage en particulier pour la défense des droits des femmes et des travailleurs, ainsi que pour son anti-colonialisme et sa recherche de l'indépendance soudanaise.  

### Vie privée
Elle divorce de son premier mari, Ibrahim Adbarawi, après deux ans. Elle épouse ensuite Jiddu Kabli, avec qui elle a plusieurs enfants.